# Chlorophyta
Chlorophyta é um filo pertencente as algas verdes, briófitas e plantas vasculares provenientes do Pré-cambriano em meados Proterozóico (1,2 milhões de anos). Informalmente chamadas "clorófitas". Em sistemas de classificação antigos, refere-se a um grupo parafilético, cujo ancestral comum mais próximo não é só do grupo, mas também de outros. Grupo muito diverso, não somente com relação ao número, que inclui cerca de 17.000 espécies, mas também devido aos padrões morfológicos, estruturais e reprodutivos. O ambiente mais abundante sem dúvidas é o aquático onde é um dos mais importantes componentes do fitoplâncton, porém podem ser facilmente encontradas em ambientes constantemente úmidos como troncos de árvores, paredes, sargetas, rochas ou solo. Podem ser unicelular (uma célula), multicelulares (muitas células), colonial (vivo como uma agregação de células) ou cenocíticas (composto por uma célula grande sem paredes transversais, a célula pode ser uninucleado ou multinucleados), filamentosos e parenquimatosos. Possui clorofila dos tipos a e b e pigmentos acessórios do tipo Xantofilas (principalmente luteína) e carotenos (principalmente betacaroteno). A presença de clorofilas a e b sustenta a ideia de que as algas verdes tenham sido as ancestrais das plantas, por serem estas possuidoras destes tipos de clorofila. Tem como substância de reserva o amido (polissacarídeo), que é armazenado no pirenoide, que são concentrações da enzima ribulose-difosfato, responsável pela acumulação de reservas. Parede celular é constituída por celulose e em alguns casos de glicoproteínas, glicocálice, mucilagem ou quitina. A movimentação celular pode ocorrer tanto por flagelo ou por deslizamento por meio de secreção de mucilagem.

## Reprodução
A reprodução em clorófitas ocorre de modo diversificado, havendo espécies que reproduzem-se assexuadamente, caso que ocorre por fragmentação do talo (colonial ou filamentosa) ou pela produção de esporos, sendo subdividido em zoósporos (esporos flagelados), aplanósporos (esporo móvel, porém distinto da célula que lhe deu origem) e autósporo (esporo fixo e igual á célula mãe). Na reprodução sexuada, por sua vez, pode acontecer de três tipos oogâmico, anisogâmico,e isogâmico. O primeiro é classificado quando o gameta feminino é móvel e menor que o masculino (flagelado), já o segundo, caracteriza-se por possuir o gameta feminino maior que o masculino (flagelado) e o isogâmico, no entanto, possui os dois gametas iguais e ambos são flagelados.
A reprodução sexuada tem início quando dois filamentos se dispõem lado a lado, o qual irão se unir por intermédio de uma substância gelatinosa, ficando alinhados célula a célula. Cada uma destas, irá produzir uma invaginação, chamada papila, que crescerá direcionando-se ao outro filamento. Quando há o encontro das duas invaginações, a parede celular e a membrana citoplasmática desintegram-se, formando um tubo de conjugação, por onde os citoplasmas das células se comunicam. Ele então, começa a se reorganizar ocasionando na perda de água dos vacúolos, acarretando no afastamento da membrana da parede celular. Com isso, o cloroplasto será destruído em uma das células exercendo a função de filamento macho.
No fim do processo, todo o conteúdo de uma célula é transferido, através do tubo de conjugação, para a outra, ocasionando a fusão dos citoplasmas e dos núcleos. A célula que sofreu a transferência irá se caracterizar como célula dadora, agindo como gameta masculino, enquanto a célula que recebeu todo o material caracteriza-se por célula receptora e funcionará como gameta feminino.

## Ciclos de Vida

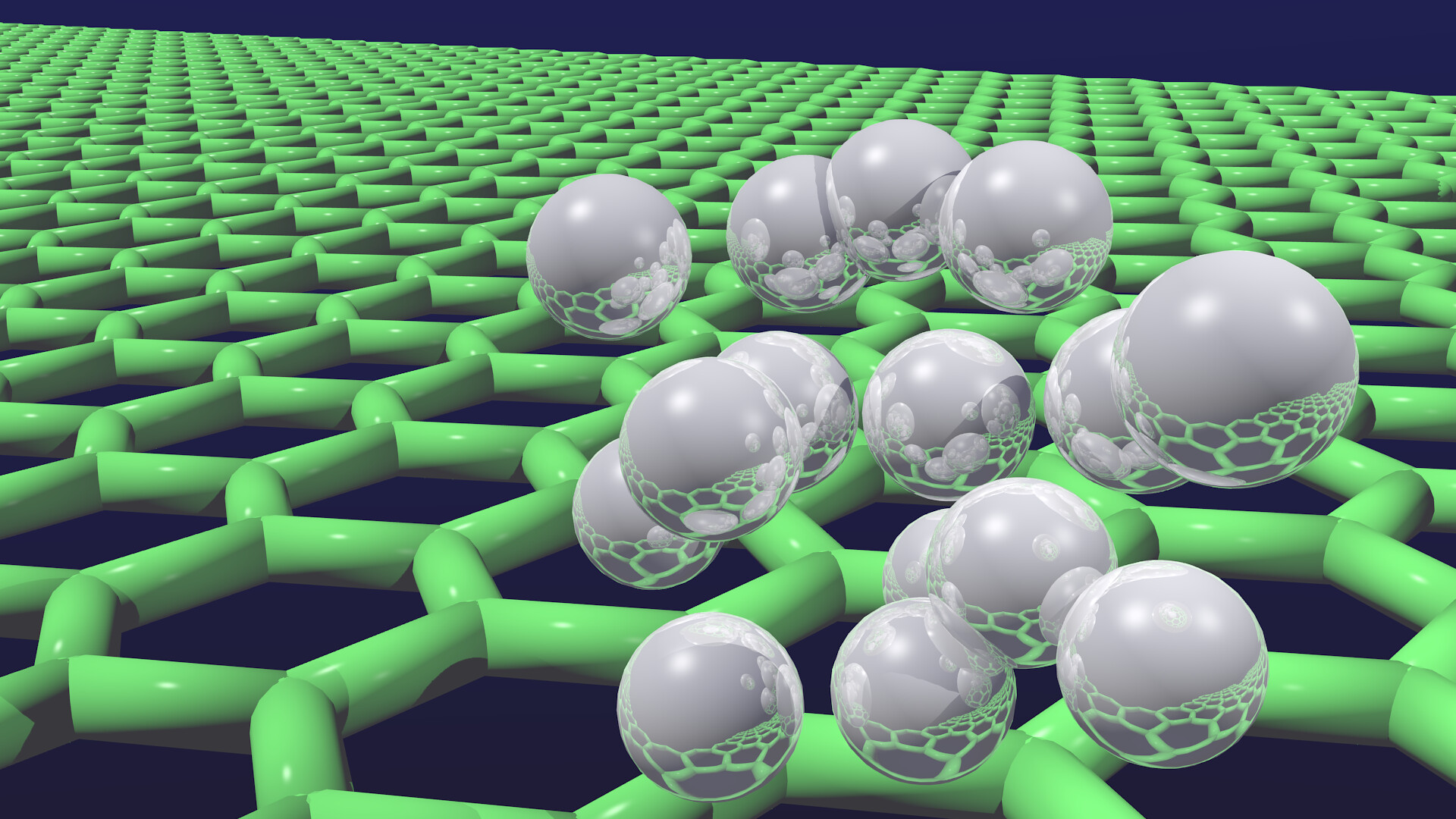
Simulação do princípio da deslocalização de átomos de hidrogênio acima de uma superfície de grafeno.

As algas apresentam os três tipos básicos de ciclo de vida existentes na natureza: haplobionte haplonte, haplobionte diplonte e diplobionte. O que utilizamos para diferenciar esses ciclos nas algas se dá no momento em que ocorre a meiose e a ploidia dos indivíduos adultos do ciclo, isto é, se eles são haplóides ou diplóides.
No ciclo haplobionte haplonte os indivíduos adultos são haplóides. Seus gametas, também haplóides,fundem-se dois a dois para originar zigotos diplóides. O zigoto sofre meiose logo após se formar, produzindo células haplóides. Estas originam indivíduos haplóides, fechando o ciclo. Como a divisão reducional ocorre no zigoto, ela é denominada meiose zigótica. O ciclo é denominado "haplobionte" (do grego haplos, simples, único) porque há somente um tipo de organismo adulto. Como esse organismo é haplóide, o ciclo leva também o nome de "haplonte". A alga verde Chlamydomonas, por exemplo, tem esse tipo de ciclo de vida.
No ciclo haplobionte diplonte os indivíduos adultos são diplóides. A meiose ocorre em certas células desses indivíduos, levando à formação de gametas haplóides. Por isso, a meiose é gamética. Da fusão de um par de gametas surge o zigoto, diplóide, que se desenvolve e origina um indivíduo diplóide, que repetirá o ciclo. O ciclo é denominado "haplobionte" porque há, quanto à ploidia, apenas um tipo de organismo adulto. Como esse adulto é diplóide, o ciclo leva também o nome de "diplonte" (do grego diplos, duplo). Algumas algas verdes apresentam esse tipo de ciclo, além da maior parte dos animais, inclusive nossa espécie.
No ciclo diplobionte existem indivíduos adultos haplóides e diplóides. Os diplóides são chamados esporófitos e produzem, através da meiose, células haplóides, os esporos. Estes, ao germinar, produzem indivíduos haplóides. Os indivíduos haplóides formam gametas, sendo por isso denominados gametófitos. A fusão de um par de gametas dá origem a um zigoto diplóide, que se desenvolve em um indivíduo diplóide. A meiose, neste ciclo de vida, leva à formação de esporos e é denominada meiose espórica. O ciclo é chamado diplobionte porque existem dois tipos de indivíduo adulto, que se alternam: diplóide e haplóide. Fala-se, também, em alternância de gerações ou metagênese. O ciclo alternante ocorre em muitos grupos de algas. A alga verde Ulva, por exemplo, apresenta esse tipo de ciclo de vida.

## Classificação
Classificação de acordo com Reviers 2006
- Classe Prasinophyceae
- Classe Pedinophyceae
- Classe Ulvophyceae (lato sensu)
- Classe Chlorophyceae (stricto sensu)
- Classe Trebouxiophyceae

Classificação de acordo com Hoek, Mann & Jahns 1995.
- Prasinophyceae
- Chlorophyceae
- Ulvophyceae
- Cladophorophyceae
- Bryopsidophyceae
- Dasycladophyceae
- Trentepoliophyceae
- Pleurastrophyceae (Pleurastrales e Prasiolales)
- Klebsormidiophyceae
- Zygnematophyceae
- Charophyceae

Classificação de acordo com Bold & Wynne (Introduction to the Algae, Second Edition, Prentice Hall NJ)
- Volvocales
- Tetrasporales
- Chlorococcales
- Chlorosarcinales
- Ulotrichales
- Sphaeropleales
- Chaetophorales
- Trentepohliales
- Oedogoniales
- Ulvales
- Cladophorales
- Acrosiphoniales
- Caulerpales
- Siphonocladales
- Dasycladales

As Clorófitas macroscópicas costumam ser agrupadas nas seguintes ordens:
- Ulvales: A maioria são marinhas, o talo é multicelular, podendo ser filamentoso, laminar parenquimatoso ou sifonáceo. Dentre as algas parenquimatosas pode se destacar o gênero Ulva, também conhecido como alface-do-mar, que consiste em um talo laminar formado por duas camadas de células justapostas interligadas por plasmodesmos. Ulva só apresenta a sua morfologia característica na presença de outros organismos (bactérias ou outras algas ou mesmo filtrados estéreis dessas culturas). Em culturas axênicas parece uma pequena almofada; volta a ter a sua forma característica na presença dos organismos citados acima

- Cladophorales: podem ser filamentosos simples ou ramificados, formando um talo discoide pluriestratificado. As células são multinucleadas e possuem um cloroplasto parietal reticulado com muitos pirenoides e em alguns casos vários plastídios discoides com um pirenoide cada.
- Caulerpales: Algas sifónaceas que apresentam células grandes e cenocíticas são representadas pelos gêneros Codium, e consiste em uma massa esponjosa de filamentos cenocíticos densamente entrelaçados, pode ter forma pinada ou de cacho-de-uva. Os gêneros Ulva e Enteromorpha são típicos de costas em que há nutrientes abundantes e poucos movimentos nas águas. São tolerantes ao estresse ambiental e por isso sua presença indica presença de água fresca (parada) ou poluição. Outras algas são importantes na produção de sedimentos marinhos.